# 閃亮時光
《閃亮時光》是Every Little Thing在2007年8月8日公開的第32首單曲作品。

## 收錄樂曲
- 閃亮時光
- 夏色夏夢
- 閃亮時光（Instrumental）
- 夏色夏夢（Instrumental）